# Hamid El Boukhari
Pour les articles homonymes, voir Boukhari.
Hamid el Boukhari, né en 1943 à Fès, est le Directeur général de la sûreté nationale marocaine (DGSN) de 1983 à 1987.

## Biographie
Lauréat et major de promotion de l'École de perfectionnement des cadres du Ministère de l'Intérieur, et diplômé de l'École nationale d'administration de Paris, il est nommé secrétaire général de la Province de Tanger puis promu gouverneur de la ville de Khouribga et de Meknès avant sa nomination en tant que directeur général de la Surveillance du territoire en remplacement de Jamil Houcine. Il sera ensuite nommé Gouverneur d'Oujda.
En 1983 à la mort du général Ahmed Dlimi, directeur de la Direction générale des études et de la documentation (DGED), il remplace le colonel Abdelhak Kadiri alors directeur de la DGSN, qui lui-même est nommé en remplacement du général Dlimi jusqu'à son limogeage en 2002. 
En 1988, le roi Hassan II le nomme Inspecteur général du Ministère de l'Intérieur, poste qu'il occupe jusqu'à son décès en 1990.